# Вудрафф, Уилфорд
Уилфорд Вудраф (англ. Wilford Woodruff; 1 марта 1807, Фармингтон, Коннектикут, США — 2 сентября 1898, Сан-Франциско, США) — четвёртый Пророк и Президент Церкви Иисуса Христа Святых последних дней.

## Биография
Уилфорд Вудраф был одним из девяти детей мельника Афека Вудрафа и его жены Беулы. Когда мальчику было 15 месяцев, его мать умерла в возрасте 26 лет. Отец женился повторно и Уилфорд воспитывался мачехой. Уже в 1821 году (в возрасте 14 лет) начал работать на мельнице. В 1832 году вместе с братом Ацмоном Уилфорд переселился в штат Нью-Йорк, где ими была приобретена ферма.
В декабре 1833 году Вудраф услышал мормонскую проповедь и спустя два дня после этого (31 декабря 1833 года) был крещён служителем этого учения. С 1834 по 1839 год совершил шесть миссионерских поездок уже в качестве миссионера, в том числе в Великобританию. В 1839 году в возрасте 32 лет Вудраф стал членом Кворума двенадцати апостолов. В 1847 году он был в составе первой церковной экспедиции в район Большого Солёного озера.
В 1856 году Вудрафф стал церковным историком и проработал на этой должности в течение тридцати трех лет. Будучи президентом храма с городе Сент-Джордж он под руководством Бригама Янга стандартизировал храмовые церемонии. Он был крещён за умерших подписантов Декларации независимости США и других американских отцов-основателей, так как утверждал, что они посетили его в видении.
В 1887 году после смерти Джона Тейлора в качестве президента кворума двенадцати апостолов принял на себя руководство Церкви, а в 1889 году был избран новым президентом Церкви. 6 октября 1890 года Генеральная конференция поддержала «откровение» Вудрафа об отмене многожёнства — наиболее конфликтного вопроса между мормонами и властями США. В 1896 году это позволило территории Юта стать новым штатом США.
13 ноября 1894 года Вудраф инициировал создание генеалогического общества штата Юта. Скончался 2 сентября 1898 года после непродолжительной болезни.

## Личная жизнь
Был женат пять раз. Его жены родили 34 ребёнка, тринадцать из которых умерли раньше отца.